# Отечество в опасности

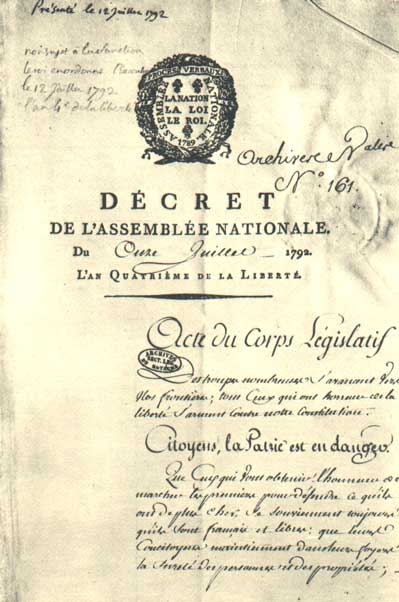
Декларация Законодательного собрания от 11 июля 1792 года

«Отечество в опасности» (фр. La patrie en danger) — декрет (декларация) Законодательного собрания Франции от 11 июля 1792 года. Декларация была принята в ответ на угрозы, нависшие в этот момент над Французской революцией. Они исходили как от внешних врагов (коалиция Пруссии и Австрии), так и от внутренних (бывшие дворяне и неприсягнувшие священники). Идея призыва всей нации на борьбу с врагами революции получила широкую поддержку в Законодательном собрании. Объявление Отечества в опасности сыграло большую роль в мобилизации населения на защиту революции.

## Предыстория
Депутат Законодательного собрания Коде ещё 21 декабря 1791 года выступил с предложением об объявлении отечества в опасности и об обязанности всех мужчин от 18 до 50 лет предложить свои услуги муниципалитетам. Жирондисты вернулись к этой идее после военных неудач весны — начала лета 1792 года и провала их выступления 20 июня 1792 года, предпринятого для преодоления королевского вето на декреты о неприсягнувших священниках и созыве федератов. Депутат Дебри представил это предложение 30 июня 1792 года от имени чрезвычайной Комиссии двенадцати.

## Принятие декларации
Между тем обстановка на фронте ухудшалась. В начале июля прусская армия герцога Брауншвейгского и корпус Конде, сформированный из эмигрантов, вышли к Рейну, австрийцы увеличили численность своих войск в Бельгии, возникла непосредственная угроза вторжения врага во Францию.
3 июля депутат Законодательного собрания Верньо выступил в поддержку предложения Дебри, апеллируя к духам предков, которые сплачивались перед лицом опасности и утверждая, что «атака на свободу идёт во имя короля». На следующий день законопроект, представленный Дебри, со значительными изменениями был поставлен на голосование. Согласно декрету Законодательного собрания, принятому 4—5 июля, в случае объявления отечества в опасности, муниципалитеты должны были прийти в состояние постоянной готовности, бойцы Национальной гвардии собраться в столицах кантонов в течение трёх дней, все мужчины должны были постоянно носить трёхцветные кокарды. Принятие этого декрета вызвало конфликт Законодательного собрания с министерством фельянов, назначенным Людовиком XVI. Министерство выступило против того, чтобы привести декрет в действие, однако уже 10 июля все шесть министров подали в отставку, ссылаясь на «анархию, которая парализует оборону».
В этой ситуации 9 июля депутат Бриссо призвал вооружить всех граждан, предназначенных к военной службе. 10 июля депутат Ламарк спрашивал в Законодательном собрании, нужно ли ждать вторжения врага для принятия декларации, а Колло д’Эрбуа потребовал её принятия от имени якобинцев. Наконец, 11 июля проект декларации был поставлен на голосование в собрании по инициативе Бриссо (по другим источникам, Эро де Сешелем от имени Комиссии двенадцати). Принятием этой декларации вводился в действие весь комплекс чрезвычайных мер, предусмотренных декретом от 5 июля.
Текст этой декларации гласил:

Многочисленные войска приближаются к нашим границам. Все те, кому свобода внушает ужас, вооружаются против нашей конституции.
Граждане, Отечество в опасности!
Пусть желающие иметь честь выступить первыми на защиту того, что они имеют самого дорогого, неизменно помнят, что они французы и что они свободны, пусть их сограждане поддерживают на местах безопасность личности и имущества, пусть должностные лица внимательно бодрствуют и пусть все со спокойным мужеством, являющимся признаком истинной силы, ждут призыва закона, чтобы начать действовать, и тогда отечество будет спасено.
Оригинальный текст (фр.)
Des troupes nombreuses s'avancent vers nos frontières ; tous ceux qui ont horreur de la liberté s'arment contre notre Constitution.
Citoyens, la Patrie est en danger !

Que ceux qui vont obtenir l’honneur de marcher les premiers pour défendre ce qu’ils ont de plus cher se souviennent toujours qu’ils sont Français et libres; que leurs concitoyens maintiennent dans leur foyer la sûreté des personnes et des propriétés; que les magistrats du peuple veillent attentivement; que tous, dans un courage calme, attribut de la véritable force, attendent pour agir le signal de la loi, et la patrie sera sauvée.»

## Последствия
Согласно А. Собулю, объявление отечества в опасности привело к объединению граждан в тот момент, когда их интересы оказались поставлены под угрозу, и активизировало их участие как в политической жизни, так и в военных мероприятиях. Текст декларации зачитывался на улицах французских городов и деревень. В одном только Париже в армию записалось 15 тыс. добровольцев или около 2,5 % от населения.
Наряду с массовой мобилизацией, объявленной в 1793 году, эта декларация стала этапом в развитии идей «народной войны» и «вооружённой нации», разработанных во время Французской революции. Идеология народной войны состояла в том, чтобы «не только мобилизовать человеческие ресурсы для регулярных армий, но и вдохновить простых людей сражаться за свой собственный счёт».
Вместе с тем, успех декларации 1792 года был тесно связан с господствовавшими тогда революционными настроениями во французском обществе. В 1799 году попытка принять аналогичную декларацию в условиях военных поражений в войне второй коалиции ничем не закончилась. Как замечает Ф. Вартелль, спустя семь лет «дух 1792 года уже был мёртв».